# Stalita
Stalita es un género de arañas araneomorfas de la familia Dysderidae. Se encuentra en Croacia, Eslovenia e Italia.

## Lista de especies
Según The World Spider Catalog 12.0:
- Stalita hadzii Kratochvíl, 1934
- Stalita inermifemur Roewer, 1931
- Stalita pretneri Deeleman-Reinhold, 1971
- Stalita taenaria Schiødte, 1847